# Dendrobium ruckeri
Dendrobium ruckeri Lindl., 1843 è una pianta della famiglia delle Orchidacee.

## Descrizione
È una pianta di taglia variabile da piccola a media, epifita, con lo stelo lungo e sottile che tende a ramificarsi, con l'accrescimento diventa pendulo. Le foglie sono lineari lanceolate ad apice acuto. La fioritura avviene a fine inverno, inizio primavera ed è caratterizzata da una o due brevi infiorescenze che aggettano dai nodi vicino all'apice e portano fiori profumati.

## Distribuzione e habitat
La specie è originaria dello stato indiano di Assam, dell'Himalaya orientale, del Myanmar e del Bangladesh, dove cresce ad altitudini tra 1300 e 1700 metri.

## Coltivazione
Queste piante hanno bisogno di una posizione poco luminosa, temono la luce diretta del sole e di riposo invernale con ridotte inaffiature e nessuna concimazione, che dovranno essere riprese nel periodo vegetativo..